# Auweiher (Naturschutzgebiet, Landkreis Ravensburg)
Das Gebiet Auweiher ist ein mit Verordnung vom 21. Dezember 1973 des Regierungspräsidiums Tübingens ausgewiesenes Naturschutzgebiet (NSG-Nummer 4.071) im Norden der baden-württembergischen Gemeinde Neukirch (Bodenseekreis) und im Südosten der Gemeinde Bodnegg (Landkreis Ravensburg) in Deutschland.

## Lage
Das rund sieben Hektar große Naturschutzgebiet Auweiher gehört naturräumlich zum Westallgäuer Hügelland. Es liegt etwa 2,7 Kilometer südöstlich von Bodnegg und 3,3 Kilometer nördlich von Neukirch, zwischen den Ortsteilen Oberwagenbach, Raihen und Zannau, auf einer Höhe von 530 m ü. NN. Durch das NSG fließt Richtung Westen die Schwarzach zur Schussen.

## Schutzzweck
Wesentlicher Schutzzweck ist die Erhaltung einer artenreichen Streuwiese auf ehemaligem Weiherboden mit floristischen Seltenheiten.

## Flora und Fauna

### Flora

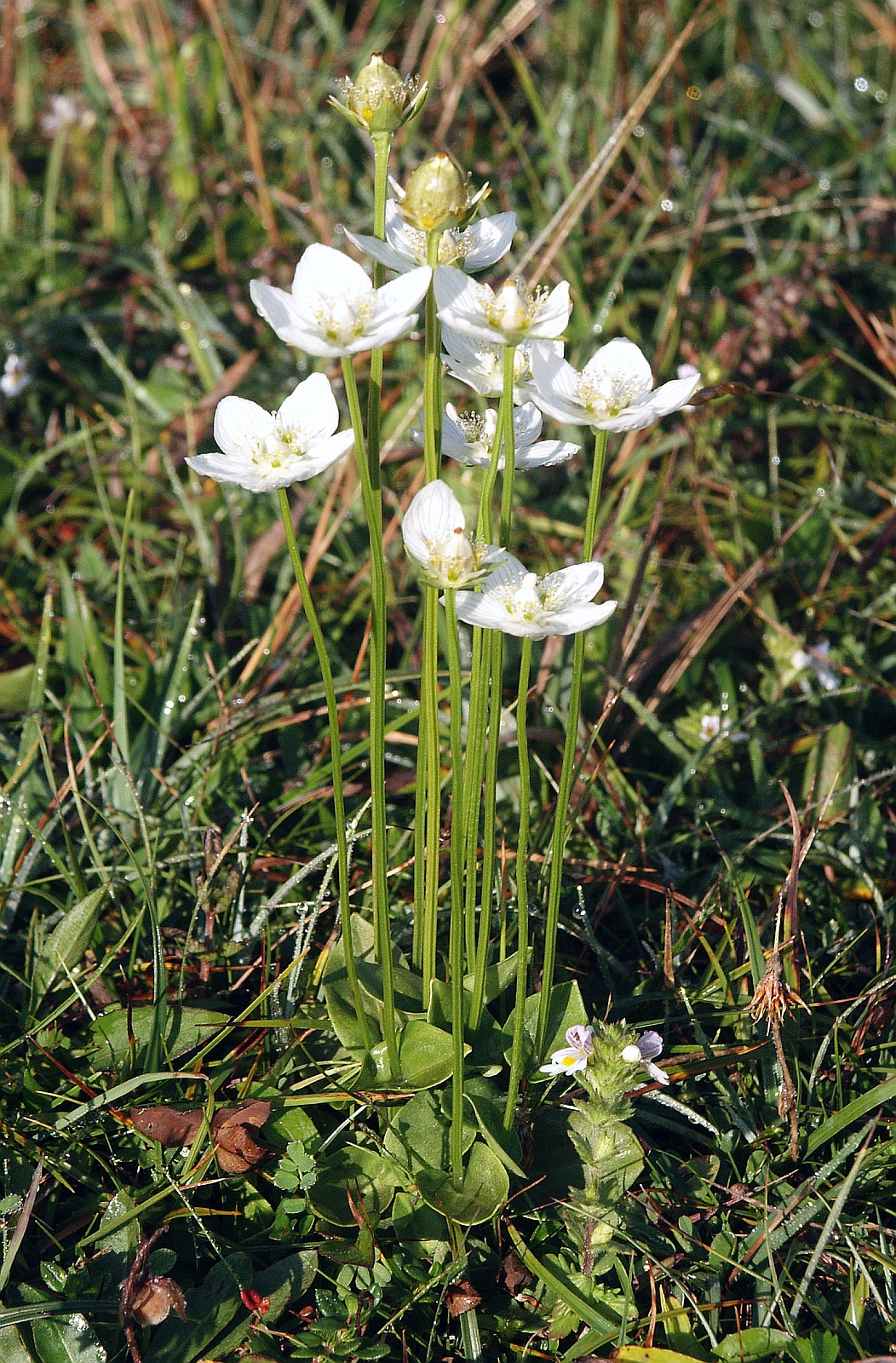
Sumpf-Herzblatt

Aus der schützenswerten Flora sind folgende Pflanzenarten (Auswahl) zu nennen:
- Doldenblütler
  - Kümmelblättrige Silge (Selinum carvifolia), oft auch einfach nur als Silge bezeichnet
- Enziangewächse
  - Schwalbenwurz-Enzian (Gentiana asclepiadea)
- Hahnenfußgewächse
  - Akeleiblättrige Wiesenraute (Thalictrum aquilegiifolium), auch Amstelraute genannt
- Herzblattgewächse
  - Sumpf-Herzblatt oder Studentenröschen (Parnassia palustris)
- Kardengewächse
  - Gewöhnlicher Teufelsabbiss (Succisa pratensis), auch einfach Abbiss oder Teufelwurz und Teufelsbiss genannt
- Korbblütler
  - Weidenblättriger Alant oder Weiden-Alant (Inula salicina)
- Kreuzblumengewächse
  - Gewöhnliche Kreuzblume (Polygala vulgaris)
  - Sumpf-Kreuzblume (Polygala amarella) oder Sumpf-Kreuzblümchen
- Orchideen
  - Breitblättriges Knabenkraut (Dactylorhiza majalis), auch Breitblättrige Fingerwurz genannt
  - Fleischfarbenes Knabenkraut (Dactylorhiza incarnata), seltener auch Steifblättriges Knabenkraut genannt
  - Großes Zweiblatt (Listera ovata)
  - Männliches Knabenkraut (Orchis mascula), auch Stattliches -, Manns- und Kuckucks-Knabenkraut genannt
  - Mücken-Händelwurz (Gymnadenia conopsea), auch als Langsporn-, Fliegen- oder Große Händelwurz bezeichnet
  - Sumpf-Stendelwurz (Epipactis palustris), auch als Weiße Sumpfwurz, Echte Sumpfwurz oder Sumpf-Sitter bezeichnet
  - Zweiblättrige Waldhyazinthe (Platanthera bifolia), auch Weiße Waldhyazinthe
- Primelgewächse
  - Mehlprimel (Primula farinosa) oder Mehlige Schlüsselblume
- Rötegewächse
  - Moor-Labkraut (Galium uliginosum)
  - Nordisches Labkraut (Galium boreale)
- Rosengewächse
  - Blutwurz (Potentilla erecta), auch Dilledapp, Durmentill, Natter(n)wurz, Rotwurz, Ruhrwurz, Siebenfinger oder Tormentill genannt
  - Großer Wiesenknopf (Sanguisorba officinalis)
- Sauergrasgewächse
  - Alpen-Rasenbinse (Trichophorum alpinum), auch Alpen-Haarsimse, Alpen-Haarbinse oder Alpen-Wollgras genannt
  - Breitblättriges Wollgras (Eriophorum latifolium)
  - Davalls Segge (Carex davalliana), auch als Torf-Segge oder Rau-Segge bezeichnet
  - Hirse-Segge (Carex panicea)
  - Rostrotes Kopfried (Schoenus ferrugineus)
  - Saum-Segge (Carex hostiana)
  - Schnabel-Segge (Carex rostrata)
  - Steife Segge (Carex elata), auch als Steif-Segge bezeichnet
- Schwertliliengewächse
  - Sumpf-Schwertlilie (Iris pseudacorus), auch Gelbe Schwertlilie genannt
- Simsenliliengewächse
  - Gewöhnliche Simsenlilie (Tofieldia calyculata)
- Sonnentaugewächse
  - Rundblättriger Sonnentau (Drosera rotundifolia), auch als Himmelstau, Herrgottslöffel, Himmelslöffelkraut, Spölkrut oder Widdertod bezeichnet
- Süßgräser
  - Blaues Pfeifengras (Molinia caerulea), auch Gewöhnliches Pfeifengras, Kleines Pfeifengras, Besenried, Benthalm oder Bentgras genannt
- Wasserschlauchgewächse
  - Gemeines Fettkraut, auch Blaues Fettkraut, Gewöhnliches Fettkraut oder Kiwitzfettkraut (Pinguicula vulgaris)